# Cantó de Douarnenez
El cantó de Douarnenez (bretó Kanton Douarnenez) és una divisió administrativa francesa situat al departament de Finisterre a la regió de Bretanya.

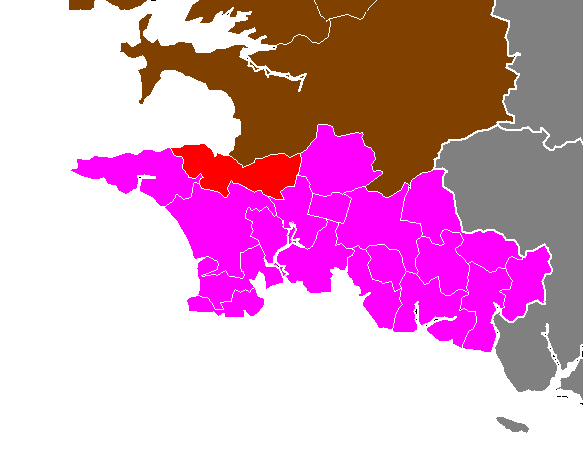
Situació del cantó

## Composició
El cantó aplega 6 comunes :
| Nom francès     | Nom bretó  | Població | km²    | Codi Postal | Codi INSEE |
| Douarnenez      | Douarnenez | 15827    | 24.94  | 29100       | 29046      |
| Guengat         | Gwengad    | 1471     | 22,72  | 29180       | 29066      |
| Le Juch         | Ar Yeuc'h  | 721      | 14,38  | 29100       | 29087      |
| Plogonnec       | Plogoneg   | 2806     | 54,14  | 29180       | 29169      |
| Pouldergat      | Pouldregad | 1277     | 24,39  | 29100       | 29224      |
| Poullan-sur-Mer | Poullann   | 1517     | 30,35  | 29100       | 29226      |
| Cantó           | Douarnenez | 23619    | 170,92 | -           | 2913       |

## Història
| Data d'elecció                           | Identitat       | Partit | Qualitat |
| ---------------------------------------- | --------------- | ------ | -------- |
| 2001-2008                                | Philippe Paul   | UDF    |          |
| 2004-                                    | Erwann Le Floch | UMP    |          |
| les dades anteriors no són pas conegudes |                 |        |          |
|                                          |                 |        |          |

## Evolució de la població
| 1962   | 1968   | 1975   | 1982   | 1990   | 1999   |
| ------ | ------ | ------ | ------ | ------ | ------ |
| 26.224 | 25.867 | 26.125 | 25.770 | 24.823 | 23.619 |